# Заволжский муравей
Заво́лжский Мураве́й (оригинальное название: Заволжскій Муравей) — литературно-художественный иллюстрированный журнал, первое частное периодическое печатное издание в Прикамском крае.

## История
Журнал выходил в Казани в 1832—1834 годах два раза в месяц, с рисунками, приблизительно по 62 страницы в номере. Цензурировался в Москве.
Издатели и редакторы — профессора Казанского университета М. С. Рыбушкин и М. В. Полиновский.
Главной задачей журнала была разработка истории Заволжского края. На обложке стоял эпиграф: «За труд мой не ищу себе похвал и славы, люблю трудиться лишь для пользы иль забавы». На выходном листе журнала, наверху, под словом «Заволжский», было изображено насекомое (больше похоже на пчелу, чем на муравья) в венке из лавровой и дубовой веток; под насекомым поставлено слово «Муравей».
Помимо статей по местной истории, археологии и этнографии в журнале публиковались повести, романы, лирические стихотворения, эпиграммы, альбомные посвящения, юмористические зарисовки, фельетоны, сатирические обозрения.

## Авторы
В журнале печатались, в основном, местные писатели и публицисты: К. Ф. Фукс и его супруга А. А. Фукс, Ф. М. Рындовский, И. Ф. Яковкин, Г. Н. Городчанинов, Кафтанников Н.Н. и другие.
Душой дела был М. С. Рыбушкин, которому принадлежит большая часть историко-археологических статей. Он же собирал и значительное количество сырого архивного материала.
Кроме того, в журнале печатались отрывки из литературных произведений русских, западно-европейских и американских авторов (например, А. Мицкевича в переводе И. А. Верниковского), стихотворения восточных поэтов в переводе С. Б. Кукляшева.